# El Sobrante (Chile)
El Sobrante es una localidad rural chilena ubicada en la región de Valparaíso, en la provincia de Petorca y en la comuna de igual nombre. La principal actividad económica es agrícola y en los últimos años se ha comenzado a explotar además su potencial  como destino atractivo para el ecoturismo y el turismo rural, por estar en la cercanía de petroglifos y otros sitios arqueológicos, del Camino del Inca y de la ruta Sendero de Chile.

## Topónimo
El curioso nombre de este lugar se debería probablemente a que durante la Colonia esta franja no aparecía en los mapas, de allí «El Sobrante». Estas tierras habrían pertenecido entonces a la Quintrala (Catalina de los Ríos y Lisperger), quien era propietaria de muchas otras haciendas y terrenos en la región, pero este sector no figuraba en esos planos.

## Ubicación geográfica

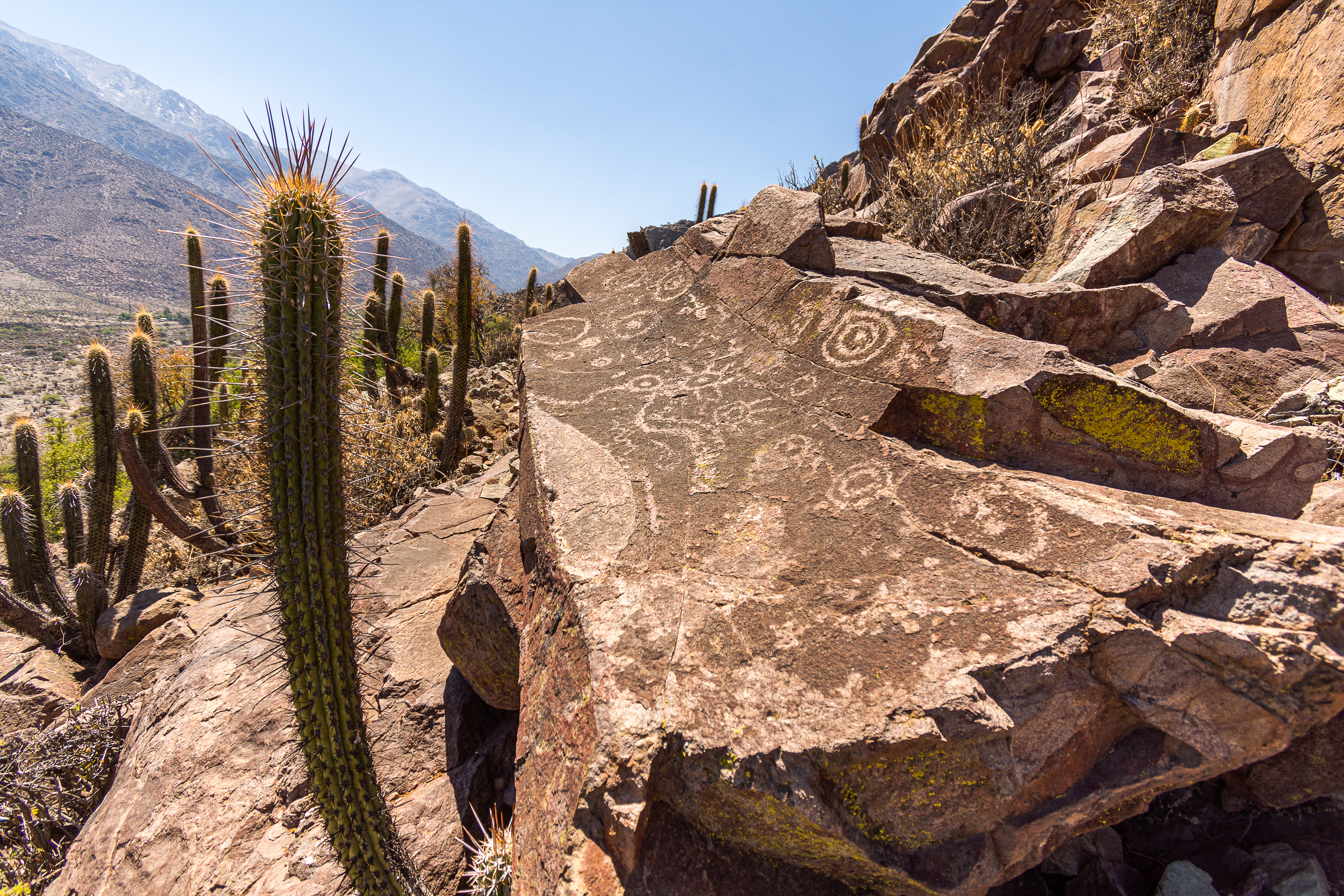
Los petroglifos de la zona constituyen un interés científico y turístico

La aldea de El Sobrante está situada en la precordillera, en la ribera norte del Río Sobrante y constituye la localidad terminal  de la cuenca del Río Petorca. Se accede desde Chincolco por la ruta E-35 y después por la E-375. Por el interior, la continuación hacia el sur de la misma ruta E-375 (pero en este segmento sin asfalto) conecta a través de una cuesta con Alicahue, que es la localidad terminal de la cuenca del Río La Ligua.

## Historia

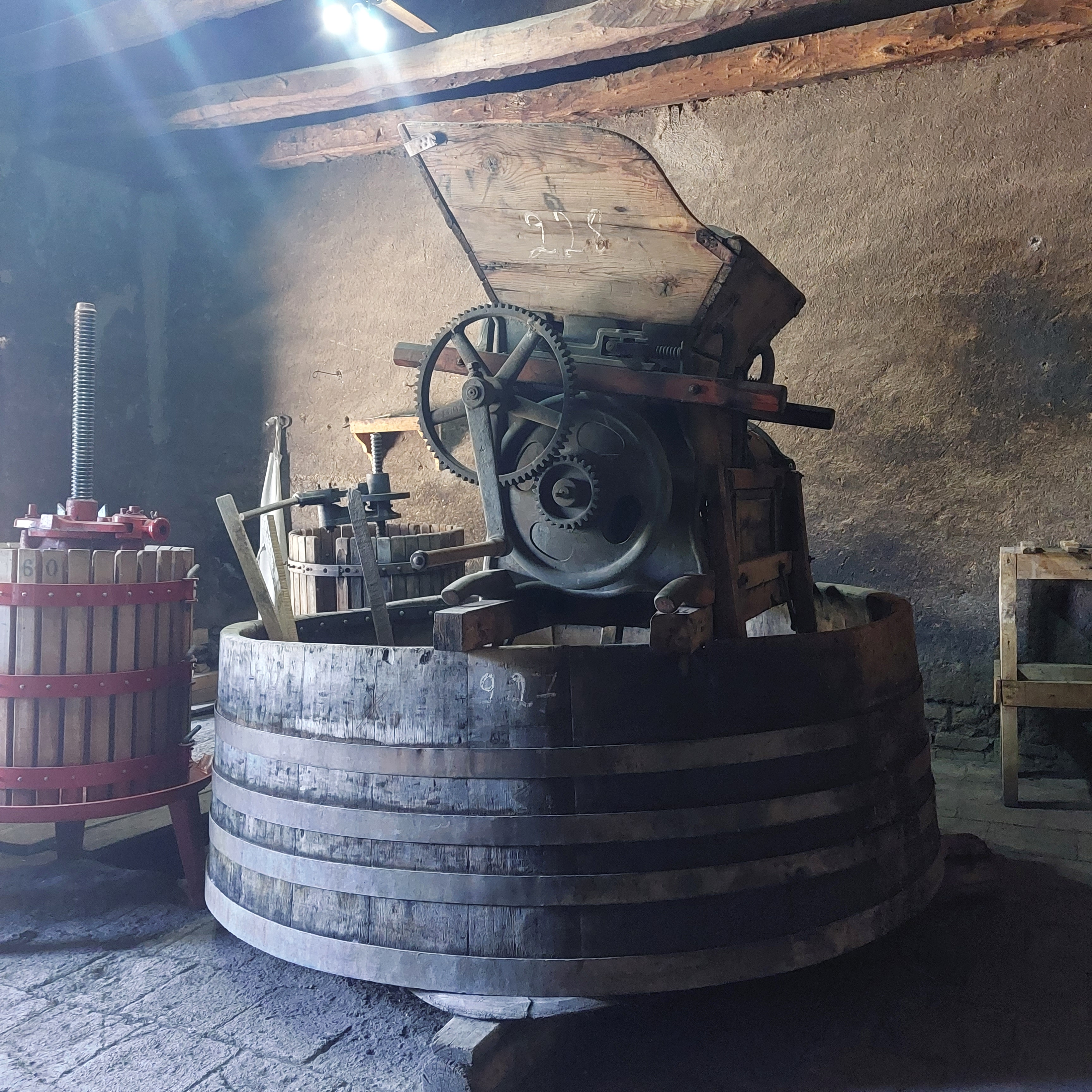
Antigua procesadora y prensa para la producción de vinos

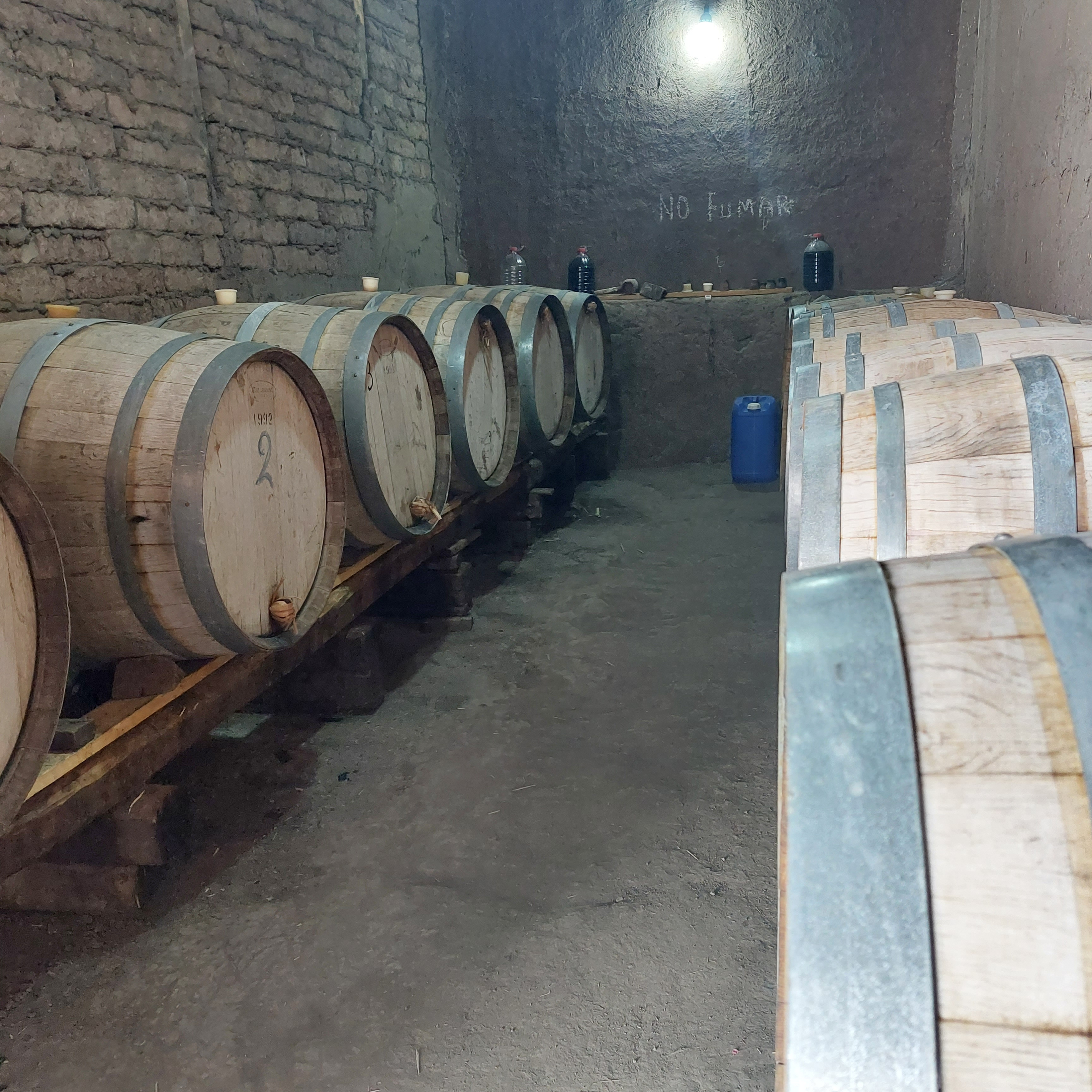
Antigua bodega de vinos, aún en uso en El Sobrante

La historia de la localidad se desarrolla en torno a la hacienda El Sobrante, donde desde la época colonial se cultivaba trigo y maíz. 
La hacienda perteneció originalmente, según se señala, a la Quintrala, sin embargo no hay registros rigurosos de ello. Más adelante el dominio pasó a la familia Echavarría. A fines del siglo xix, Ignacio Álamos Cuadra, empresario minero y abogado de profesión, compró la hacienda a la sucesión de los Echavarría. Los cultivos de maíz y trigo continuaron y se hicieron más prósperos con la introducción de nuevas tecnologías de maquinaria agrícola moderna, principalmente el locomóvil, que se usó en Petorca solamente en este fundo. 
En un decreto del 30 de agosto de 1888 que regula la división administrativa de la provincia de Petorca se define que El Sobrante es el 4° distrito de la subdelegación de Chincolco y se fijan sus límites así:

«Limita al norte, con Chalaco; al sur, con la hacienda de Alicahue; al este, con la Tranquilla y la cordillera; y al oeste, con el callejón de Briones.»
Decreto de 1888

Aún se conserva la casa patronal de la antigua hacienda. Según informaciones difundidas por descendientes de la familia Álamos, la casa habría sido  edificada a comienzos del siglo xix pero solo la planta baja, mientras que la construcción del segundo piso, de materiales más ligeros, sería una ampliación realizada a comienzos del siglo xx.
La hacienda permaneció en el dominio de la familia Álamos hasta la reforma agraria a fines de la década de 1960, tras la cual se constituyó como Centro de Reforma Agraria y pasó a ser administrada por los inquilinos del fundo. Después del Golpe de Estado, estas sociedades agrarias que funcionaban como  comunidades de los asentamientos de la reforma agraria fueron despojadas violentamente de sus tierras o, en el mejor de los casos, lograron constituirse como sociedades agrícolas de responsabilidad limitada.
La casa, bajo administración estatal, pasó a ser un hospicio, mas tras el deterioro de un terremoto los habitantes fueron llevados a otro sitio y la casa finalmente salió a remate. Dos descendientes de la familia Álamos se adjudicaron la casa en la subasta y la remodelaron en los primeros años del presente siglo xxi
También está conservada la antigua capilla de la hacienda, de curiosa arquitectura, con un revestimiento de láminas de zinc estampadas que dan una impresión lítica a la fachada.
La bodega, ubicada entre la casa patronal y la capilla, ha sido recuperada por la sociedad agrícola para la producción y venta de vinos de las cepas Torontel, Moscatel, Cristal y País. Se trata de vides muy antiguas que fueron introducidas en El Sobrante por los jesuitas en 1900 y que se considera que tienen valor no solo enológico, sino histórico y patrimonial. La vitivinícola es propiedad de la Sociedad Agrícola y Ganadera El Sobrante y comercializa sus productos bajo la marca «Campo Oculto»

## Educación
En la localidad existe hace más de 140 años una escuela básica, donde se imparte educación pública hasta el 6°año, denominada Escuela Los Álamos.